# Attentats à la bombe des supermarchés de Kharkiv
 (février 2022).
Les attentats à la bombe des supermarchés de Kharkiv sont survenus vers midi le 22 avril 2006 dans la ville ukrainienne de Kharkiv.

## Attentats
Deux bombes artisanales ont explosé dans des supermarchés à environ un kilomètre l'une de l'autre. Le premier attentat à la bombe s'est produit dans le supermarché YuSI, blessant au moins deux personnes. Huit minutes plus tard, le deuxième attentat à la bombe s'est produit dans le supermarché Silno, blessant au moins six personnes. Les attentats à la bombe ont été organisés par deux personnes, qui ont tenté d'utiliser les bombes comme une forme de chantage pour obtenir 50 000 dollars américains de chaque supermarché. Au moins une des personnes impliquées a été arrêtée.